# Dicranomyia kaurava
Dicranomyia kaurava är en tvåvingeart. Dicranomyia kaurava ingår i släktet Dicranomyia och familjen småharkrankar.

## Underarter
Arten delas in i följande underarter:
- D. k. facifera
- D. k. kaurava